# 原田熊吉
原田 熊吉（はらだ くまきち、1888年（明治21年）8月8日 - 1947年（昭和22年）5月28日）は、日本の陸軍軍人。最終階級は陸軍中将。陸士22期、陸大28期。

## 経歴
愛媛県鵜足郡土居村（香川県那珂郡丸亀町を経て現丸亀市土居町）で生まれる。丸亀中学校（現香川県立丸亀高等学校）を卒業し陸軍士官学校に進んだ。
1927年（昭和2年）末、大使館附武官として中国大陸に赴任。1931年（昭和6年）8月から一年間南京にて同職をつとめ、この間、混合委員会共同委員として上海停戦協定に尽力した。
日中戦争開戦後、第35師団長、第27師団長として大陸に駐屯し、1939年（昭和14年）1月梁鴻志の懇請により中華民国維新政府の最高顧問に就任。
第二次世界大戦では第16軍司令官としてジャワ占領後の軍政を担当、ジャワの住民指導者に政治参加許可を通知し、司令官告示で「軍政協力団・ジャワ奉公会」を結成する。
日本統治時代からインドネシアで行ったこととしては、1943年のPETA（祖国防衛）軍設立への貢献、1944年1月9日のジャワ穂高会設立などがある。原田熊吉は、1945年3月1日のインドネシア独立のための一般準備機関として知られるBPUPKI/独立準備工作にも関与していた。
大戦末期の1945年（昭和20年）3月1日には当地において独立準備調査会の設置を公布している。同年早春、ジャワから日本本土に召還され、第55軍司令官次いで四国軍管区司令官を兼ね本土決戦準備を指揮した。戦後戦犯に指名され、シンガポールのチャンギーで絞首刑。享年59。

## 年譜
- 1910年（明治43年） - 5月 陸軍士官学校（22期）卒業[1]
- 1916年（大正5年） - 11月 陸軍大学校（28期）卒業[1]
- 1920年（大正9年） - 4月 陸軍歩兵大尉、11月 参謀本部附（支那駐在）[1]
- 1927年（昭和2年） - 12月 大使館附武官（-1929年4月）[1]
- 1931年（昭和6年） - 8月 南京駐在武官[1]
- 1933年（昭和8年） - 8月1日 陸軍歩兵大佐[4]
- 1935年（昭和10年） - 8月1日 近衛歩兵第4連隊長[4]
- 1937年（昭和12年） - 8月13日 中国大使館附武官[2][4]
- 1938年（昭和13年） - 2月18日 中支那派遣軍特務部長[2][4]
- 1939年（昭和14年） - 10月2日 陸軍中将[2][4]
- 1940年（昭和15年） - 5月25日 第35師団長[2][4]
- 1942年（昭和17年） - 3月2日 第27師団長[2][4]、11月9日 第16軍司令官[2][4]
- 1945年（昭和20年） - 4月7日 第55軍司令官[2][4]、6月15日 兼四国軍管区司令官[2][4]
- 1947年（昭和22年） - 5月28日 チャンギーで絞首刑・享年59[2][4]

## 栄典
位階
- 1911年（明治44年）3月10日 - 正八位[5]
- 1914年（大正3年）2月10日 - 従七位[6]
- 1919年（大正8年）3月20日 - 正七位[7]
- 1924年（大正13年）5月15日 - 従六位[8]
- 1937年（昭和12年）9月1日 - 正五位[9]

勲章
- 1940年（昭和15年）
  - 8月15日 - 紀元二千六百年祝典記念章[10]
  - 10月15日 - 勲一等瑞宝章[11]